# Danh sách cuộc thi sắc đẹp tại Việt Nam

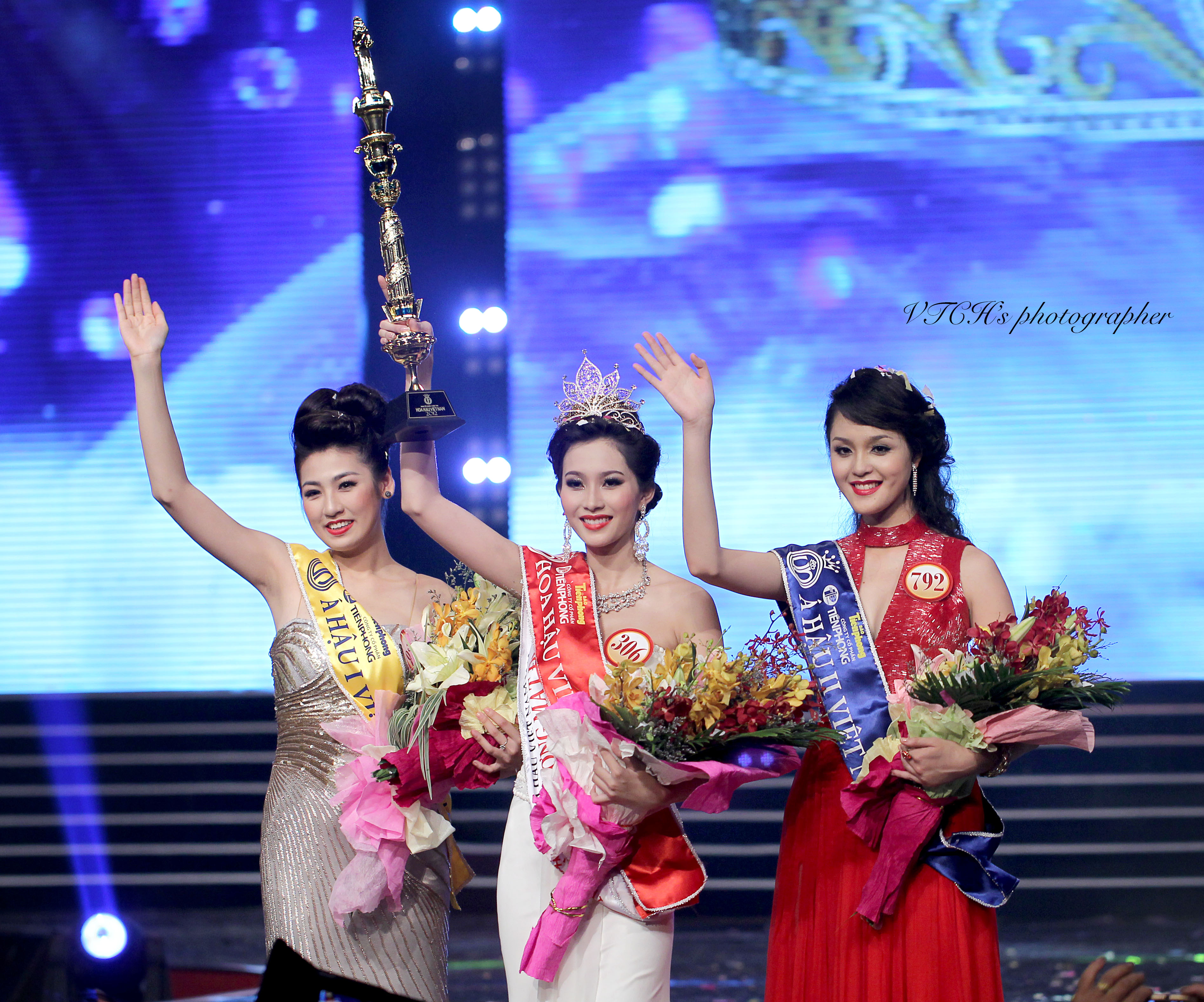
Hoa hậu Việt Nam là cuộc thi sắc đẹp lâu đời nhất còn tồn tại ở Việt Nam

Bài này viết về các cuộc thi sắc đẹp từ cấp vùng trở lên từng được cấp phép tổ chức tại Việt Nam, cùng năm mà cuộc thi được tổ chức lần đầu tiên.

## Nữ giới

### Cuộc thi chính
Mặc dù có nhiều cuộc thi hoa hậu được tổ chức ở Việt Nam, Đài Phát thanh và Truyền hình Hà Nội và báo Phụ nữ Việt Nam cho rằng ba cuộc thi được tổ chức lâu năm và có thương hiệu, đi kèm với sự uy tín và chất lượng, được công chúng biết đến rộng rãi là Hoa hậu Việt Nam, Hoa hậu Hoàn vũ Việt Nam và Hoa hậu Thế giới Việt Nam.
|              | Hoa hậu Việt Nam                                                                  | Hoa hậu Hoàn vũ Việt Nam        | Hoa hậu Thế giới Việt Nam                  |
| ------------ | --------------------------------------------------------------------------------- | ------------------------------- | ------------------------------------------ |
| Thành lập    | 10 tháng 11 năm 1988                                                              | 31 tháng 5 năm 2008             | 5 tháng 11 năm 2018                        |
| Trụ sở chính | Hà Nội                                                                            | Thành phố Hồ Chí Minh           | Thành phố Hồ Chí Minh                      |
| Chủ tịch     | Phùng Công Sưởng                                                                  | Trần Ngọc Nhật                  | Phạm Thị Kim Dung                          |
| Tổ chức      | Báo Tiền Phong Công ty Cổ phần Hoàng Thành Media                                  | Công ty Cổ phần Hoàn Vũ Sài Gòn | Công ty TNHH Quảng cáo Thương mại Sen Vàng |
| Thành viên   | (2017–2024) Hoa hậu Hòa bình Quốc tế (2017–2021) Hoa hậu Liên lục địa (2019–2023) | Hoa hậu Hoàn vũ (2008–2022)     | Hoa hậu Thế giới                           |

### Cuộc thi khác

#### 1955–1993
- Cuộc thi tìm kiếm người đẹp tại Sài Gòn (1955)
- Hoa hậu Điện ảnh (1991)
- Hoa khôi Người đẹp xứ Dừa (1993)

#### 2000–2006
- Hoa hậu Phụ nữ Việt Nam qua ảnh (2000)
- Miss Audition (2006)

#### 2007–2008
- Hoa hậu Thế giới người Việt (2007)
- Hoa hậu các Dân tộc Việt Nam (2007)
- Hoa hậu Thể thao Việt Nam (2007)
- Hoa hậu Trang sức Việt Nam (2007)
- Hoa hậu Tây Đô (2007)
- Hoa hậu Tài năng các vùng duyên hải Việt Nam (2007)
- Hoa hậu Miền biển Việt Nam (2007)
- Hoa hậu Áo dài Việt Nam (2007)
- Hoa hậu Đồng bằng sông Cửu Long (2008)[5]
- Hoa hậu Du lịch Việt Nam (2008)
- Miss Teen Việt Nam (2008)

#### 2009–2019
- Hoa hậu Quý bà Hoàn vũ Việt Nam (2009)
- Duyên dáng Miệt vườn (2010)
- Duyên dáng Tuy Hòa (2010)
- Hoa khôi Nữ sinh thanh lịch Phú Yên (2012)
- Hoa hậu Đại dương Việt Nam (2014)
- Hoa hậu Bản sắc Việt Toàn cầu (2016)
- Hoa hậu Biển Việt Nam (2016)[6]
- Hoa khôi Miền Trung (2016)
- Người đẹp phố biển Cửa Lò (2016)
- Hoa khôi Nam Bộ (2017)
- Hoa hậu Siêu quốc gia Việt Nam (2018)
- Người đẹp Kinh Bắc (2019)

#### 2020–nay
- Hoa khôi Sinh viên Quảng Nam (2020)
- Hoa hậu Sinh thái Việt Nam (2022)
- Hoa hậu Du lịch Việt Nam Toàn cầu (2022)
- Hoa hậu Môi trường Việt Nam (2022)
- Hoa hậu Thể thao Việt Nam (2022)
- Hoa khôi Sông Vàm (2022)
- Hoa hậu Trái Đất Việt Nam (2022)
- Hoa khôi Thanh lịch Việt Nam (2022)
- Hoa hậu Du lịch Đà Nẵng (2022)
- Hoa hậu Hòa bình Việt Nam (2022)
- Hoa hậu Biển đảo Việt Nam (2022)
- Hoa hậu Hoàn cầu Việt Nam (2022)
- Hoa khôi Nam Bộ (2022)
- Nữ hoàng Trang sức Việt Nam (2022)
- Hoa hậu Du lịch Biển Việt Nam (2022)
- Hoa hậu Quốc gia Việt Nam (2023)
- Hoa hậu Nhân ái Việt Nam (2023)[7]
- Hoa hậu Bản sắc Việt Nam (2023)
- Miss Universe Vietnam (2023)
- Hoa hậu Thần tượng Việt Nam (2024)
- Hoa hậu Đại sứ Du lịch Việt Nam (2024)
- Hoa hậu Sinh viên Việt Nam (2024)
- Miss Celebrity Vietnam (2024)

## Nam giới
- Manhunt Vietnam (2006)
- Mister Vietnam (2010–nay)
- Mister Fitness Supermodel Vietnam (2016–nay)
- The Next Gentleman (2022–2024)
- Man of the Year Vietnam (2024–nay)
- Mister Celebrity Vietnam (2024–nay)
- Mister Friendship Vietnam (2024–nay)
- Mister Glam Vietnam (2024–nay)
- Mr World Vietnam (2024)

## Người chuyển giới
- Miss International Queen Vietnam (2019–nay)[a]

## Tranh cãi
Lạm phát hoa hậu hay loạn hoa hậu là những thuật ngữ mô tả tình trạng gia tăng quá mức số lượng các cuộc thi sắc đẹp và danh hiệu hoa hậu, á hậu được trao tặng trong một khoảng thời gian ngắn. Thuật ngữ này xuất hiện trong những năm gần đây, khi số lượng các cuộc thi sắc đẹp và danh hiệu hoa hậu, á hậu tại Việt Nam tăng đột biến. Mặc dù không có một thời điểm cụ thể nào đánh dấu sự ra đời của thuật ngữ này, nhưng nó được cho là bắt nguồn từ sự quan sát và nhận xét của công chúng về tình trạng bão hòa các cuộc thi sắc đẹp.